# ماری ویو-شووه
ماری ویو-شووه (Marie Vieux-Chauvet؛ با نام تولد ماری ویو؛ ۱۶ سپتامبر ۱۹۱۶ – ۱۹ ژوئن ۱۹۷۳) نمایشنامه‌نویس و رمان‌نویس اهل هائیتی بود. او از سال ۱۹۴۷ چاپ آثارش را آغاز کرد. یکی از مهم‌ترین رمان‌های او به‌نام سودا، خشم و شیدایی، که سال ۱۹۶۸ به چاپ رسید، فرمانروای وقت هائیتی و نیروهای شبه‌نظامی او را فراوان می‌نکوهید. به‌موجب این رمان، او در همان سال ۱۹۶۸ وادار به جلای وطن شد و در نیویورک رحل اقامت افکند.

## اوان زندگی
ماری ویو سال ۱۹۱۶ در پورتو پرنس در محیطی ممتاز از بورژوازی هائیتی دیده به جهان گشود. او کوچک‌ترین دختر از پنج فرزند خانواده بود. پدرش کنستان ویو (Constant Vieux) در برهه‌ای سناتور و سپس سفیر بود؛ مادرش دلیا (Delia) هم اصالتاً یهودی و اهل سنت توماس بود. او در مؤسسهٔ همبسته با دانشسرای آموزگاران تحصیل کرد و سال ۱۹۳۳ از آنجا مدرک گرفت؛ این مدرک به او اجازهٔ تدریس می‌داد. چند سال بعد، او برای نخستین بار با پزشکی به‌نام اِمون شارلیه (Aymon Charlier) ازدواج کرد. این ازدواج دیری نپایید و در دهه ۱۹۴۰ به طلاق انجامید. سپس او برای بار دوم با کارگزار آژانس مسافرتی به‌نام پیر شووه (Pierre Chauvet) ازدواج کرد. او پس از این ازدواج، نام خانوادگی شوهرش را برگرفت و از آن پس، آثارش را با نام ماری ویو-شووه به چاپ می‌رساند.

## نویسندگی و کنش‌گری در هائیتی

### نخستین آثار
ماری ویو-شووه در آثارش به انواع آزارهایی می‌پرداخت که زنان، محرومان و مستضعفان را در بر می‌گرفتند. نخستین اثر ادبی او نمایشنامه‌ای به‌نام افسانه گل‌ها است که نخستین‌بار در سال ۱۹۴۷ چاپ شد. او این اثر را با تخلص کولیبری منتشر کرد. ماری ویو-شووه در این نمایشنامه از طریق داستانی تمثیلی، رؤیای برادری و همبستگی را به رشتهٔ تحریر درمی‌آورد که انگیزه او برای نوشتن هستند. یک سال پس از آن، نمایشنامه دیگری از او به‌نام سامبا به روی صحنه رفت که البته متن آن تا آن هنگام هنوز منتشر نشده بود.
او سپس چندین رمان پیرامون مسئله برابری و عدالت منتشر کرد و اینگونه، به‌باور مارتلی، آشکارا راه خود را از مسیر سنتی زنان در جامعهٔ آن زمانِ هائیتی جدا کرد. نخستین رمان او، دختر هائیتی، سال ۱۹۵۴ منتشر شد. این رمان به سرنوشت زن جوانی می‌پردازد که پدرش او را رها کرده و مادرش روسپی‌گری می‌کند. وانگهی در این رمان، مسئلهٔ دورگه‌گی بررسی می‌شود؛ در سرزمینی که رنگ پوست، بسته‌به قدرت فرد، می‌تواند به سود یا به زیان او باشد. سپتامبر همان سال، داستان کوتاهی از او با نام تیمون در بیشه در مجلهٔ اُپتیک (Optique) منتشر شد.
دومین رمانش با نام رقص بر فراز آتشفشان در ۱۹۵۷ توسط پلون در فرانسه منتشر شد. این رمان که فضای سالهای پیش از انقلاب هائیتی در سدهٔ هجدهم را روایت می‌کند، داستانی ساختگی دربارهٔ دختری دورگه است که می‌کوشد وضعیت زنان هائیتی در آن زمان را به تصویر بکشد. در این رمان، زنان نقش‌های اصلی را بازی می‌کنند و محور داستان به‌شمار می‌روند. قهرمانان داستان، دو دختر رنگین‌پوست هستند که بر تعصبات قائق می‌آیند و بازیگرانی نامدار می‌شوند.
در همان سال ۱۹۵۷، فرانسوا دووالیه در هائیتی به قدرت رسید. سال ۱۹۵۹، ماری ویو-شووه با شماری از سرایندگان و رمان‌نویسان هائیتی همچون آنتونی فِلپس، رنه فیلوکتِت، رولان موریسو (Roland Morisseau)، ویلارد دنیس (Villard Denis) و سِرژ لُگانیور گروهی تشکیل دادند. او که تنها زن در این گروه ادبی است، به دیگر اعضا پیشنهاد داد که برخی شب‌ها را در خانهٔ او در منطقهٔ بوردون شهر پورتو پرنس گرد هم آیند و آنان روز یکشنبه را برای این منظور برگزیدند. این گروه در آغاز «هائیتی ادبی» نام داشت، ولی به‌پیشنهاد ماری ویو-شووه نام آن را به «تارتَنان شبانگاهی» تغییر دادند. رمان‌نویسِ آمریکاییِ هائیتی‌الاصل، ادویج دانتیکا، در توصیف این گروه می‌گوید: «آنان امید داشتند که تارهایی محافظ پیرامون خود ببافند و تا از شکارچیان در امان باشند».
سال ۱۹۶۰، ماری ویو-شووه سومین رمانش را با نام فوندنگر منتشر کرد. این رمان به زندگی گروهی از دهقانان ساکن فوندنگر می‌پردازد که از دست قدرت سیاسی حاکمْ گشنه و هراسان هستند و شرکت‌های آمریکایی نیز از آنان بهره می‌کشند. این رمان همچنین سنت‌ها و باورهای رایج، به‌ویژه وودو را به تصویر می‌کشد که موضوع کارزاری ضدخرافی به‌دست دولت در دهه ۱۹۴۰ بود. وانگهی این اثر، دفاعیه‌ای برای حفاضت از محیط زیست نیز به‌شمار می‌رود.

### سودا، خشم و شیدایی

ماری ویو شووه سال ۱۹۶۳

در دوران حکومت استبدادی فرانسوا دووالیه، ماری ویو-شووه سه رمان کوتاه نوشت و آنها را در مجموعه‌ای به‌نام سودا، خشم و شیدایی منتشر کرد. دنی لافریر دربارهٔ این مجموعه می‌گوید: «صحبت دربارهٔ رمان‌نویس ماری شووه، تنها صحبت از یک کتاب است؛ اما چه کتابی! رمان سودا، خشم و شیدایی با گذر زمان به رمانی بزرگ از سال‌هایِ سیاهِ استبداد دووالیه یا پاپا دوک تبدیل شد».
ماری ویو-شووه دست‌نویس کتابش را برای سیمون دوبووار فرستاد و کتاب با پشتیبانی او توسط انتشارات گالیمار چاپ شد. نامه‌نگاری‌هایی در سال‌های پایانی دهه ۱۹۶۰ میان آن دو انجام گرفت. او امیدها و انتظارات خود را از انتشار اثرش توسط گالیمار، انتشاراتی با شهرت بین‌المللی، ابراز می‌کند: «باورتان نمی‌شود از این نشریه چه انتظاراتی که ندارم! گسست از زندگی روتین و تسلیمی، گریز به کشوری بیگانه، استقلال از طریق کار. می‌بینید که برای من مسئله تنها غرور نیست. برای گرفتن اجازه خروج، نخست اجازهٔ شوهر و سپس مجوزی دیگر نیاز است» (نامه به تاریخ ۲۳ دسامبر ۱۹۶۷). او در نامه‌ای دیگر به تاریخ ۵ ژانویه ۱۹۶۸ نوشت: «فراوان بیمِ آن دارم که پول کافی برای سفر به پاریس نداشته باشم. برای این کار روی پیش‌پرداخت گالیمار حساب می‌کردم. اگرچه شوهرم می‌تواند مرا یاری کند، نمی‌خواهم از او درخواست کنم. وضعیت ما چندان خوب نیست و بیست سال است که از نظر مالی به او وابسته هستم».
مجموعه رمان‌های سودا، خشم و شیدایی به‌سال ۱۹۶۸ توسط گالیمار در فرانسه چاپ شد، ولی پخش آن در هائیتی به‌دنبال تهدیدهای سردرمداران کشور متوقف شد. این مجموعه دارای سه داستان مجزا است: داستان یکم، سودا، به دوران سردرگمی پس از خروج آمریکایی‌ها در سال ۱۹۳۵ می‌پردازد، ولی آشکارا کنایه‌ای هم به رژیم دووالیه و شبه‌نظامی‌های او — موسوم‌به «مردان سیاه پوش» — می‌زند. در این داستان، مقامات محلی که خود از حکومت هراس دارند، به‌نوبهٔ خود مردم را می‌هراسند. محوریت رمان، سه پرسوناژِ زن با نام‌های فِلیسیا (Félicia)، آنِت (Annette) و کلِر (Claire) — راوی داستان — هستند. کلر با دنباله‌روی از جامعه به شورش می‌پیوندد؛ او اگرچه نسبت‌به پیرامون خود افکار انتقادی دارد، آنها را بروز نمی‌دهد. داستان دوم، خشم، ماجرای خانواده‌ای اشرافی است که زمین‌هایش دارند مصادره می‌شوند و با فساد و ترس دست و پنجه نرم می‌کند. داستان سوم، شیدایی، دربارهٔ سرنوشت گروهی از چند سرایندهٔ جوان است. این جوانان تحت تعقیب قرار می‌گیرند و کشته می‌شوند. راوی داستان یکی از شخصیت‌های اصلی است؛ او سراینده‌ای در معرض جنون است. آنچه ماری ویو-شووه در این سه داستان به رشتهٔ تحریر درآورده‌است، هراس از قدرتی است که با رعب و وحشت فرمان می‌راند. او همچنین به توصیف روابط اجتماعی می‌پردازد و طبقهٔ مرفه هائیتی را، که خود از آن سرچشمه می‌گرد، بدون تعارف تشریح می‌کند؛ بنابراین این سه داستان برای اشراف هائیتی خوشایند نیستند.

## جلای وطن
اگرچه اعضای «تارتَنان شبانگاهی» هیچ‌گاه در دوران دووالیه ترور نشدند، همگی در دهه ۱۹۶۰ مدتی زندانی و سپس تبعید (اغلب به مونترآل) شدند. زمانی که چاپ کتاب سودا، خشم و شیدایی آغاز شد، ماری ویو-شووه در نیویورک به سر می‌برد. اندکی پس از آغاز چاپ کتابش در سال ۱۹۶۸، او وادار شد از گالیمار بخواهد که توزیع کتاب‌ها را به تأخیر بیندازد، زیرا تهدیدهای رژیم دووالیه بر او و خویشاوندانش سایه افکنده بود. تهدیدهای کلامی و شفاهی نیز بیش از پیش جدی تلقی می‌شدند، زیرا جو وحشت در هائیتی دامان خانواده او را گرفته بود: دو برادرزاده‌اش کشته و یکی هم دستگیر شده بود. این تهدیدها حاکی از ناخشنودی سردمداران، به‌ویژه فرانسوا دووالیه موسوم‌به پاپا دوک، از او بود و برای همین او به نیویورک رفته بود. سهام ویراست ۱۹۶۸ کتاب در هائیتی ظاهراً توسط شوهرش خریداری و نابود شد. این ماجرا، پیوند او با شوهر دومش را بدتر کرد و آنان سال ۱۹۷۰ از یکدیگر جدا شدند. سپس او برای سومین بار با مردی آمریکایی به‌نام تد پرودفوت (Ted Proudfoot) ازدواج کرد. با مرگ پاپا دوک در سال ۱۹۷۱، سکان قدرت به پسرش ژان-کلود دووالیه یا به‌به دوک رسید که تا سال ۱۹۸۶ در قدرت بود. رمان ماری ویو-شووه سرانجام سال ۲۰۰۵ بازچاپ شد و سال ۲۰۱۵ نیز نسخهٔ جیبی آن منتشر شد.
ماری ویو-شووه واپسین رمان خود با نام پرندگان شکاری را سال ۱۹۷۱ و در تبعید نوشت. این رمان به‌سال ۱۹۸۶ (پس از درگذشت او) و با نام پیش از ازدواجش — ماری ویو — در هائیتی و پس از پایان فرمانروایی خاندان دووالیه به چاپ رسید. این رمان، داستان سراینده‌ای انقلابی به‌نام میشل (Michel) است که می‌خواهد با آموزش مردم هائیتی، آنان را علیه خودکامگی حکومت بیدار کند. وانگهی این رمان به دوست میشل نیز می‌پردازد: دهقان پیری به‌نام آلسَندور (Alcindor) که زمینش را از چنگش درمی‌آورند و او به آب و آتش می‌زند تا بتواند شکم بچه‌هایش را سیر کند.
ماری ویو-شووه به تاریخ ۱۹ ژوئن ۱۹۷۳ و در سن ۵۶ سالگی بر اثر خونریزی درون‌جمجمه‌ای در شهر نیویورک درگذشت. او به هیچ حزب سیاسی وابسته نبود و صدایی آزاد را نمایندگی می‌کرد: صدای زنی در زمانهٔ رژیم سرکوبگر دووالیه و سال‌های پیش از آن. او بیشتر به زبان فرانسوی خود را ابراز می‌کرد که زبان استعمارگر پیشین بود. بخش قابل‌توجهی از آثار او پیش از جلای میهن نوشته شدند.

## آثار
- Fille d’Haïti (دختر هائیتی), Paris, Fasquelle, 1954, 1re éd. Rééditions: Léchelle, Zellige, 2014, 288 p. (ISBN 978-2-914773-63-8) et Paris, Éditions Zulma, 2023, 288 p. (ISBN 979-1-03-870191-5).
- La Danse sur le volcan (رقص بر فراز آتشفشان), Paris, Plon, 1957, 1re éd. Rééditions: Emina Soleil, 2004 et Léchelle, Zellige, 384 p. (ISBN 978-2-914773-16-4).
- Fonds des Nègres (فوندِنِگر), Port-au-Prince, Henri Deschamps, 1960, 1re éd. Rééditions: Léchelle, Zellige, 224 p (ISBN 978-2-914773-69-0) et Paris, Zulma, 2024, 176 p.
- Amour, Colère et Folie (سودا، خشم و شیدایی), Paris, Gallimard, 1968, 1re éd. Rééditions: Emina Soleil, 2005 et Paris, Éditions Zulma, coll. Z/a, 2015, 512 p. , postface de Dany Laferrière, (ISBN 978-2-84304-738-1).
- Les Rapaces (پرندگان شکاری), Port-au-Prince, Deschamps, 1986. Réédition: Léchelle, Zellige, 2017, 176 p. (ISBN 978-2-914773-76-8).
- La Légende des fleurs (افسانه گل‌ها), Port-au-Prince, Henri Deschamps, 1947, 1re éd. Réédition: Port-au-Prince: rééditions Marie Vieux, 2009.
- Samba (سامبا). Mise en scène vers 1948 à Port-au-Prince. Inédit.
- Amour, colère et folie, adaptation de José Pliya. Paris, Avant Scène Théâtre, 2008.
- Ti-Moune nan Bois (تیمون در بیشه), Optique n°7. Septembre 1954, p. ۵۷–۶۰.

## افتخارات
- ۱۹۵۴: جایزه «آلیانس فرانسز» (Alliance Française)، برای دختر هائیتی؛[۳۱][۳۲]
- ۱۹۶۰: جایزه «فرانسانتی» (France-Antilles)، برای فوندنگر؛[۳۱][۳۲]
- ۱۹۸۶ (پس از درگذشت): جایزه «دِشام» (Deschamps)، برای سودا، خشم و شیدایی؛[۳۱][۳۲]
- ۲۰۱۶ (پس از درگذشت): مهمان افتخاری «لیوْرْزانْفولی» (Livres en Folie).[۳۳]

### گفتاوردها در زبان اصلی
1. ↑  «They hoped to weave a protective web around themselves and keep out predatory pests " (انگلیسی)
2. ↑  «Parler de la romancière Marie Chauvet, c'est parler d'un seul livre, mais quel livre! Son roman Amour, Colère et Folie est devenu avec le temps le grand roman des années noires de la dictature de Duvalier, communément appelé Papa Doc " (فرانسوی)
3. ↑  «Si vous saviez ce que j'attends de cette publication! La rupture avec une vie de routine et de résignation, la fuite en pays étranger, l'indépendance par le travail. Vous voyez qu'il ne s'agit pas simplement pour moi d'une simple question de vanité. Pour obtenir l'autorisation de sortie, il nous faut d'abord une autorisation maritale, puis une autre officielle. " (فرانسوی)
4. ↑  «Je crains beaucoup de n'avoir pas assez d'argent disponible pour voyager jusqu'à Paris. Je comptais justement sur une avance de Gallimard pour le faire. Mon mari pourrait m'aider mais je ne le veux pas. Nous ne sommes pas en très bons termes et je vis à ses crochets depuis vingt ans. " (فرانسوی)

### واژگان
1. ↑  فرانسوی: École normale d'institutrices‎
2. ↑  فرانسوی: La Légende des fleurs‎
3. ↑  فرانسوی: Samba‎
4. ↑  فرانسوی: Fille d’Haïti‎
5. ↑  کریول آییسینی: Ti-Moune nan Bois
6. ↑  فرانسوی: La Danse sur le volcano‎
7. ↑  فرانسوی: Haïti Littéraire‎
8. ↑  فرانسوی: Les Araignées du soir‎
9. ↑  فرانسوی: Fonds des nègres‎
10. ↑  فرانسوی: Amour, Colère et Folie‎
11. ↑  فرانسوی: Amour‎
12. ↑  فرانسوی: Les hommes en noir‎
13. ↑  فرانسوی: Colère‎
14. ↑  فرانسوی: Folie‎
15. ↑  فرانسوی: Les Rapaces‎

### یادکردها
1. 1 2 3 4 5 6  Martelly (2013), p. 861.
2. 1 2 3 4 5  Bart (2015).
3. 1 2 3  Levisalles (2005).
4. ↑  Petit Frère (2016), p. 9–10.
5. 1 2 3 4 5 6 7 8  Vitiello (1999).
6. 1 2  Petit Frère (2016), p. 9.
7. ↑  Petit Frère (2016), p. 11.
8. 1 2 3 4  Fowler (1996), p. 126–128.
9. ↑  Glover (2015), p. 145–159.
10. ↑  Petit Frère (2016), p. 12.
11. 1 2  Petit Frère (2016), p. 17.
12. 1 2  Charles (2016), p. 159–161.
13. 1 2  Gottin (2019).
14. 1 2  Réméus (2016).
15. 1 2  Phelps (2015).
16. ↑  Curtius (2020).
17. ↑  Dubois (2012), p. 312.
18. ↑  Petit Frère (2016b), p. 167–169.
19. ↑  Glover (2016), pp. 17–30.
20. ↑  Mentor (2016), p. 31-50.
21. ↑  Desvignes (2016), p. 51–62.
22. 1 2  Association pour la connaissance des littératures antillaises (2001), p. 159–160.
23. ↑  Levisalles (2005b).
24. ↑  Ménard (2003).
25. 1 2  Wargny (2005), p. 34.
26. ↑  Pierre (2016), p. 180–182.
27. ↑  Pierre (2016), p. 180-182.
28. ↑  Exavier (2016), p. 63–72.
29. ↑  Snodgrass (2019), p. 38.
30. ↑  Benedicty & Glover (2016).
31. 1 2 3  Petit Frère (2016), p. 43.
32. 1 2 3  Snodgrass (2019), p. 38–39.
33. ↑  Goron (2016).